# ブルース・A・エバンス
ブルース・A・エバンス（Bruce A. Evans、1946年9月19日 - ）は、アメリカ合衆国の映画監督。

## 作品
1979年
- 男と恋と銀行泥棒（脚本）

1984年
- スターマン/愛・宇宙はるかに（製作補・脚本）

1986年
- スタンド・バイ・ミー（製作・脚色）

1987年
- 落ちこぼれの天使たち（製作）
- メイド・イン・ヘブン（製作・脚本）

1992年
- カフス!（監督・脚本）

1995年
- カットスロート・アイランド（原案）
- 暗殺者（製作）

1997年
- ジャングル 2 ジャングル（脚本）

2007年
- Mr.ブルックス 完璧なる殺人鬼（監督・脚本）